# Marissa Castelli
Marissa Castelli (Providence, 20 de agosto de 1990) es una deportista estadounidense que compite en patinaje artístico, en la modalidad de parejas. Participó en los Juegos Olímpicos de Sochi 2014, obteniendo una medalla de bronce en la prueba de equipo.

## Palmarés internacional
| Juegos Olímpicos | Juegos Olímpicos | Juegos Olímpicos  | Juegos Olímpicos |
| Año              | Lugar            | Medalla           | Prueba           |
| ---------------- | ---------------- | ----------------- | ---------------- |
| 2014             | Sochi (Rusia)    | Medalla de bronce | Equipo           |